# Pain Is So Close to Pleasure
«Pain Is So Close to Pleasure» (с англ. — «Боль так близка к удовольствию») — песня британской рок-группы Queen. Она была написана Фредди Меркьюри и Джоном Диконом в 1985—1986 годах и вошла в альбом A Kind of Magic. Стилистически относится к соул-року.
Вышла в качестве сингла в пяти странах: в Нидерландах, Германии, США и Канаде с песней «Don’t Lose Your Head» и в Австралии с песней «Who Wants to Live Forever» на стороне «Б». В Голландских чартах достигла 36 строчки. Несмотря на то, что песня выходила в качестве сингла, клип к ней снят не был.

## Особенности
Основная идея песни — то, что в жизни есть «белые и чёрные полосы» и ситуация всегда может поменяться: «солнечная погода и дождь ходят рука об руку всю твою жизнь» (англ. Sunshine and rainy weather go hand in hand together all your life).
В песне «One Year of Love», также написанной Джоном Диконом, содержатся отсылки к этой песне.
По словам Брайана Мэя, гитариста группы, звучание этой песни нехарактерно для Queen и схоже с мотаунским звуком.

## Чарты
| Страна(1986)              | Высшая позиция |
| ------------------------- | -------------- |
| Германия                  | 56             |
| Нидерланды (Dutch Top 40) | 26             |
| Нидерланды                | 43             |

## Версии песни
Песня имеет три версии. Альбомная длится 4 минуты 18 секунд и имеет чёткую бас-линию, являющуюся основной в данной версии. На всех синглах вышел ремикс этой песни продолжительностью 3 минуты 59 секунд. Он имел альтернативное вступление и дополнительные партии ударных. На 12" сингле также вышла удлинённая версия длительностью 5 минут 59 секунд. Она базировалась на сингловом ремиксе, а не на альбомной версии, и имела удлинённое вступление и окончание.